# Palaeochrysophanus candens
Palaeochrysophanus candens är en fjärilsart som beskrevs av Herrich-Schäffer 1844. Palaeochrysophanus candens ingår i släktet Palaeochrysophanus och familjen juvelvingar. Inga underarter finns listade i Catalogue of Life.